# Kroppetjärnen (Färgelanda socken, Dalsland)
Kroppetjärnen är en sjö i Färgelanda kommun i Dalsland och ingår i Örekilsälvens huvudavrinningsområde.